# アンガス (スコットランド)

アンガス

アンガス （英語：Angus, スコットランド・ゲール語：Aonghas）は、スコットランドの行政区画の一つ。アバディーンシャー、パース・アンド・キンロス、ダンディー市と接する。主要産業は農業と漁業。面積は2,082平方キロメートル。人口114,660人（2022年推計）。州都はフォーファー。

## 歴史
アンガスは歴史的にスコットランドの州の一つで（1928年までフォーファーシャーが公式名）、1975年に再区分されタイサイド州の区となった。1996年に再区分がされ、アンガスはユニタリーに昇格した。かつての州時代には、北東をキンカーディンシャーと接し、北をアバディーンシャー、西をパースシャーと接していた。南方のテイ湾を挟んで、ファイフと向かい合っている。

## 地理
アンガスは3つの地理的地域に分けられる。北から西にかけ地形は山地である。この一帯は、アンガス・グレンと呼ばれる5つの川が流れる。人口が希薄で主産業は農牧業である。南と東の地形は、海へと向かう丘陵地帯である。人口が多く、ダンディーなど主要都市が集中する。これらの地域の間に横たわるのが『ストラスモア』（大きな谷）である。ストラスモアは肥沃な農業地帯で、特にジャガイモ、アンガス牛、果物生産で知られている。